# Monte Oku
 El Monte Oku, o Montaña Kilum, es el volcán más grande del Macizo Oku, en la Línea Volcánica de Camerún, ubicada en la región Oku del Altiplano Occidental de Camerún. Es la segunda montaña más alta del continente de África Central. El estratovolcán se eleva a 3.011 m sobre el nivel del mar, y está cortado por una gran caldera.

## Geología
Algunas de las rocas tienen edades comprendidas entre hace 24.9 a 22.1 millones de años. La montaña está formadas por lavas basálticas y hawaíticas, seguidas por traquitas y luego por grandes volúmenes de ignimbritas traquíticas y riolíticas con un espesor de hasta 1,000 metros. Se produjeron después más lavas traquíticas, tobas y brechas, y la fase más reciente produjo conos piroclásticos y cráteres de explosión. Uno de estos cráteres contiene el lago Oku, desde donde fluyen basaltos emitidos en el norte, y  lavas riolíticas y fonolíticas en el sur.

## Ecología
En 1997 se descubrió, cerca de la cumbre del volcán a una altitud de 2900 m, una pequeña comunidad de sphagnum con especies de plantas de humedales asociadas. El pantano de sphagnum más alto de África occidental. En este sitio también se encuentran varias especies de plantas endémicas del área de Kilum-Ijim, y es extremadamente importante para la conservación. Los 200 km² de los bosques del área de Kilum-Ijim de alrededor de la montaña forman la mayor masa de bosque montano en África occidental, un hábitat importante para especies endémicas de animales y plantas. El bosque está en riesgo, ya que está rodeado por una alta densidad de asentamientos humanos. BirdLife International y el Ministerio de Medio Ambiente y Silvicultura están llevando a cabo conjuntamente el Proyecto Forestal Kilum-Ijim, cuyo objetivo es conservar el bioma forestal, mantener la biodiversidad y garantizar una reutilización sostenible.
La mayor parte del área dentro del límite de Kilum-Ijim tiene más de 2000 metros de altura y consta de bosques montanos mezclados con pastizales montanos y comunidades subalpinas. En elevaciones más bajas, la mayor parte del bosque submontano ha sido talado para la agricultura. Basado en imágenes satelitales, entre 1958 y 1988 se perdió aproximadamente la mitad del bosque, aunque la regeneración comenzó poco después del inicio del proyecto de conservación en 1987. Desde entonces ha habido una recuperación constante de la reserva forestal, que está bajo el manejo directo de comunidades Kilum-Ijim. Especies endémicas en peligro de extinción que se encuentran exclusivamente en el Monte Oku son: el Hylomyscus grandis, el ratón peludo de Dieterlen, la rana con garras del Lago Oku y el sapo Wolterstorffina chirioi . El prado montano sobre el cinturón forestal alberga el endémico ratón rayado de Mittendorf.